# Beñat Hevia
Beñat Hevia Galardi (n. San Sebastián, Guipúzcoa, 29 de marzo de 1995) es un jugador de baloncesto español, que mide 1,83 metros y ocupa la posición de base. Actualmente milita en el Juaristi ISB de Liga LEB Oro.

## Trayectoria
Formado en las categorías inferiores del Club Baloncesto Easo de San Sebastián, con el que llegaría a jugar en Liga EBA durante las temporadas 2011-12 y 2012-13.
En la temporada 2013-14, firma por el Club de Baloncesto Askatuak de Liga LEB Plata, promediando casi 5 puntos y 2 asistencias por partido. 
En 2014, se marcha a Estados Unidos para enrolarse en el Junior College de Cuesta College con el que disputaría la JUCO durante dos temporadas.
En 2016, ingresa en el Dalton State College para disputar la NAIA durante otras dos temporadas. En su segunda temporada, obtuvo promedios de casi 6 puntos y más de 2 asistencias por partido. 
En la temporada 2018-19, regresa a España y firma como jugador del Juaristi ISB en Liga LEB Plata.
En las siguientes temporadas defendería la camiseta del conjunto del Juaristi ISB en Liga LEB Plata, hasta que al término de la temporada 2020-21, lograría el ascenso a Liga LEB Oro.
En la temporada 2021-22, renueva su contrato con el Juaristi ISB, para disputar la Liga LEB Oro.